# Carlos Sampayo
Carlos Sampayo   (Buenos Aires, 17 de setembre de 1943) és un escriptor i guionista argentí. Autor de novel·les, relats curts, poesia i guions d'historieta i cinema, també és especialista en jazz, tema sobre el qual ha publicat diversos llibres (Historia del jazz, Los 100 mejores discos del jazz), dirigint una enciclopèdia en set volums i articles en publicacions especialitzades i generals.

## Biografia
A Buenos Aires va dirigir una revista de poesia.
Al març de 1971, es troba per primera vegada amb José Muñoz a l'aeroport de Ezeiza, acomiadant a Oscar Zárate, que era amic de tots dos. Poc després, ell també abandonarà l'Argentina, establint-se en Madrid, on realitza guions per a cinema publicitari.
A l'agost de 1973, Sampayo deixa la publicitat i marxa a Àfrica durant un parell de mesos. Quan torna a Espanya, s'estableix a Castelldefels, treballant provisionalment en un taller de pelleteria per a dedicar-se després a l'escriptura de llibres de divulgació. El juny de 1974, José Muñoz viatja des de Londres a Castedefells, animat per Oscar Zárate. Junts comencen a idear a Alack Sinner, la primera aventura dels quals va ser publicada a AlterLinus i a Charlie Mensuel en 1975. Tres anys més tard, van llançar Sophie Goin' South i El bar de Joe.
En 1982 van reprendre Alack Sinner. Després van crear Sudor Sudaca, Billie Holiday i El Poeta, entre d'altres. La majoria d'aquestes històries van ser recollides en àlbums per Futuropolis i Casterman, França. Va signar també el manifest "Ante un conato de degradación del significado cultural del cómic" (1983).
En 1988, sempre al costat de José Muñoz, van fer Jeu de Lumières per a l'editor Albin Michel. Dos anys més tard, eren presents a L'echo des Savanes amb Europe en Flammes.
Amb Dans les Bars, Le livre i L'affaire U.S.A. (Casterman 2003, 2004 i 2006) va continuar la seva col·laboració amb José Muñoz.

### Historietes

#### AmbJosé Muñoz
- Alack Sinner
- Sophie
- Tango y milonga
- En el bar
- Juego de luces
- Europa en llamas
- Sudor sudaca
- Otoño y primavera
- El poeta
- En los bares
- El libro
- Carlos Gardel
- Billie Holiday

Algunes d'aquestes obres van ser premiades als festivals internacionals de Lucca i Angoulême.

#### AmbFrancisco Solano López
- Evaristo

#### Amb Igort
- Fats Waller

#### Amb Oscar Zárate
- Paraguay, crónica de un exterminio (assaig històric il·lustrat)
- Tres artistas en París
- Fly Blues.
- La faille.

### Narrativa
- El lado salvaje de la vida
- Memorias de un ladrón de discos
- El año que se escapó el león
- En panne seiche
- Nuevas aventuras del ladrón de discos.
- La dictadura ilustrada